# Bernburger Straße 13

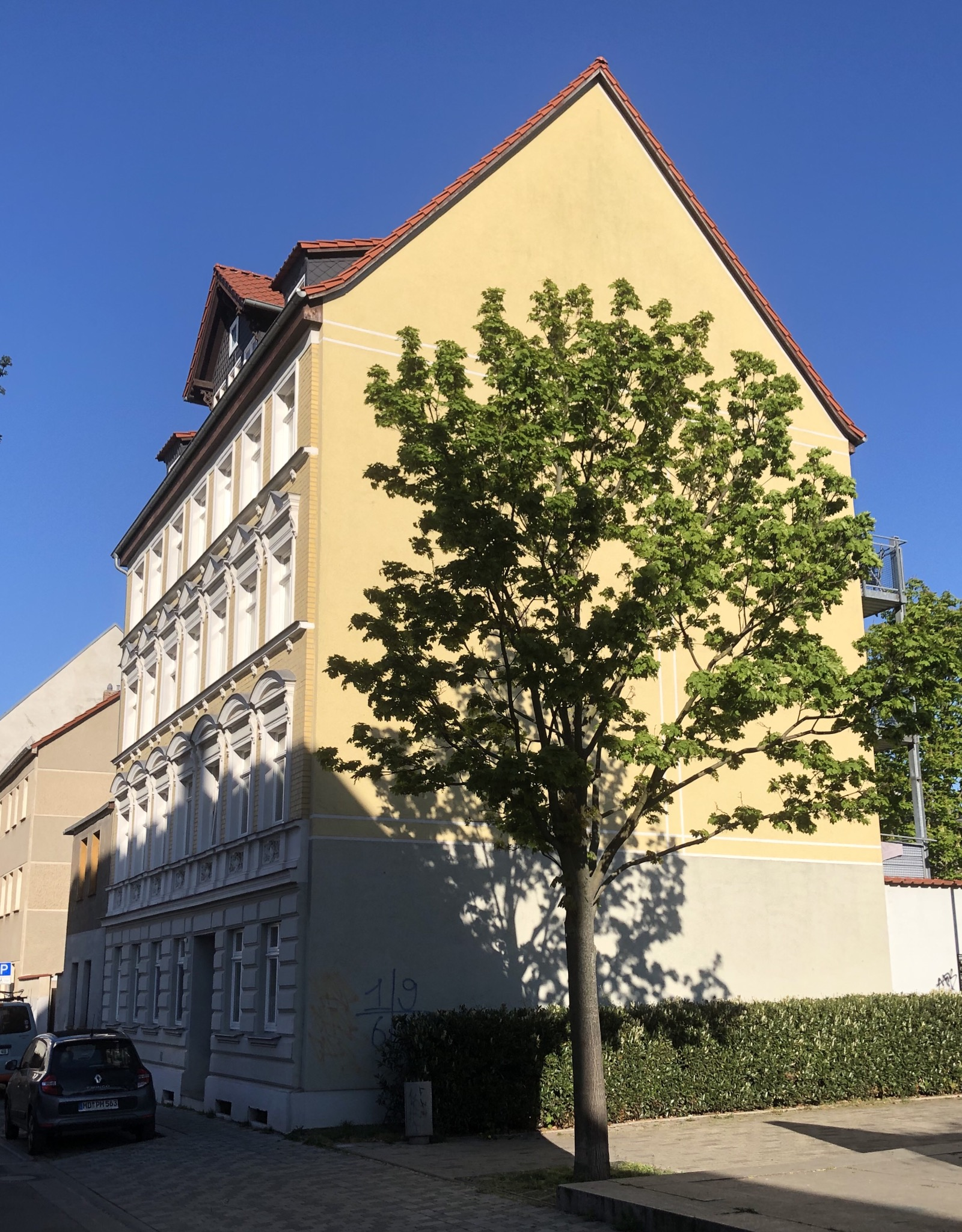
Bernburger Straße 13 in Magdeburg; Blick von Westen, 2020

Das Gebäude Bernburger Straße 13 ist ein denkmalgeschütztes Wohnhaus in Magdeburg in Sachsen-Anhalt.

## Lage
Es befindet sich auf der Südseite der Bernburger Straße im Magdeburger Stadtteil Buckau.

## Architektur und Geschichte
Der viergeschossige Bau entstand im Jahr 1883 durch den Maurermeister Gustav Lösche für den Bauherren Friedrich Bohlecke. Die Fassade des verputzten Ziegelgebäudes ist siebenachsig im Stil der Neorenaissance ausgeführt. Das Erdgeschoss ist mit einer Rustizierung versehen. Die Brüstungsfelder des ersten Obergeschosses sind mit Rollwerkkartuschen und Lorbeer verziert. Die Fensteröffnungen im ersten Obergeschoss werden von Fensterverdachungen in Form von Segmentbögen, im zweiten von Dreiecksgiebeln bekrönt. 
Bedeckt ist der Bau von einem Satteldach. 1886 erhielt das Haus hölzerne Dachaufbauten.
Im örtlichen Denkmalverzeichnis ist das Wohnhaus unter der Erfassungsnummer 094 15970 als Baudenkmal verzeichnet.
Das Gebäude gilt als prägend für das Straßenbild. Nach umfangreichen Abrissen älterer maroder Bausubstanz Ende des 20./Anfang des 21. Jahrhunderts, ist der Bau ein letzter Rest der historischen Bebauung und ein Beispiel für ein gründerzeitliches Mehrfamilienhaus im Industrieort Buckau.